# 伯克利马
伯克利马，是一个BDSM设备，据称是由特蕾莎·伯克利于1828年设计。她将其称为“chevalet”。
据亨利·斯宾塞阿什比的描述：
1828年春天，一个众所周知的机器被伯克利夫人发明用来鞭打男人。设备可以打开的程度非常大，所以可以把人的身体固定成任何角度。伯克利夫人的一个回忆录印稿中，描述了一个男子在上面全裸，而一个女人坐在正下方的椅子上，并露出她的胸部、腹部和阴毛，她在套弄他的阴茎，而伯克利夫人在鞭打他的屁股。
他继续说：
当新的鞭笞机的发明后，设计人员告诉她，让她做份通知，让她死后，机器以她的名字命名;机器确实令她被津津乐道的，并给她带来了很大的业务...最初的伯克利马模型在阿德菲的艺术协会中，是由她的遗嘱执行人万斯博士提出。
在一封保存的信中说道，客户听到伯克利马递给特里萨伯克利一封信，并且定价她的服务：“流出第一滴血为一英镑，如果血液流到我的脚跟则两英镑，如果我的高跟鞋沐浴在血液则三英镑，如果血液到达地面则4磅英镑，并如果你让我失去了知觉则5英镑。”
阿德尔菲的艺术协会在现在是皇家艺术学会，学会在1837年拥有伯克利马，出版商乔治·坎农晋升曾进行公开展览。1880年，该装置的图解转载于Ashbee的Index Librorum Prohibitorum，但是1969年重印时删去。目前还不清楚原来的设备是否由皇家艺术学会保存。